# Gramoz Ruçi
Gramoz Ruçi (Tepelena, 1951. december 6. –) albán politikus. Politikai karrierjét 1978-ban a kommunista állampárt funkcionáriusaként kezdte meg. 1991-ben rövid ideig belügyminiszter volt, majd az Albán Szocialista Párt egyik vezetője, több éven át főtitkára és nemzetgyűlési frakcióvezetője volt. 2017 és 2021 között a nemzetgyűlés elnöke volt.

## Életútja
A shkodrai és gjirokastrai tanárképző főiskolákon tanult, biológia–kémia tanári oklevelet szerzett, majd 1978-ig tanárként dolgozott. 1978-ban lépett be az Albán Munkapártba, a tanítással felhagyva ezt követően különféle párt- és állami funkciókat vállalt. A rendszerváltás idején, 1991. február 22-e és május 10-e között Fatos Nano kormányában a belügyi tárcát vezette. 1991 áprilisában tagja lett az első demokratikusan megválasztott albán nemzetgyűlésnek, és az 1996–1997-es ciklust kivéve azóta is parlamenti képviselő. Pártja 1991 júniusában felvette az Albán Szocialista Párt nevet, a főtitkári tisztet 1996 júniusáig Gramoz Ruçi töltötte be. 1996 júniusától egy évig külföldön élt, majd 1997-től ismét parlamenti képviselőként, egyúttal 2005-ig a szocialisták frakcióvezetőjeként folytatta a politikai munkát. 1998–1999-ben a szocialista parlamenti csoport szervezőtitkára volt, 1999-ben pedig ismét megválasztották a párt főtitkárává.
2001-ben Saranda megválasztott képviselőjeként, szocialista frakcióvezetőként folytatta parlamenti munkáját, emellett tagja volt a munkaügyi és szociális bizottságnak, valamint titkára a Parlamenti Unió mellé rendelt nemzetgyűlési küldöttségnek. 2005-ben szülővárosa, Tepelena küldöttjeként végezte a parlamenti munkát, tagja volt az európai integrációs bizottságnak. 2009-ben Fier képviselőjeként lett az új nemzetgyűlés tagja, az európai integrációs bizottságban végzett munkáját az új ciklusban is folytatta. 2010-ben, ötévi szünet elteltével ismét megválasztották a szocialista parlamenti frakció vezetőjévé, 2016-ban pedig immár harmadszor szavazták meg az Albán Szocialista Párt főtitkárának. A 2017-ben megalakult nemzetgyűlés alakuló ülésén megválasztották a parlament elnökének, pártfőtitkári és frakcióvezetői funkcióiról lemondott. Elnöki tisztét négy évig látta el, a 2021 szeptemberében megalakult új nemzetgyűlés már Lindita Nikolla elnöklete alatt alakult meg.
A 2000-es évek elején háta mögött „Saranda bégjének” hívták, utalásul Dél-Albániában kiépített vállalatbirodalmára. A tiranai amerikai nagykövetség diplomatái jelentéseikben többször felhívták arra a feletteseik figyelmét, hogy Ruçinak kiépített kapcsolatai vannak a szervezett bűnözéssel és kábítószercsempész bandákkal.
Házasember, két gyermek apja.